# Michael Günther
Michael Günther est un réalisateur, acteur, comédien de doublage et traducteur allemand né le 16 juillet 1935 à Berlin.